# Сремски Карловци
Сремски Карловци су градско насеље и седиште истоимене општине у Јужнобачком округу, али припадају географској регији Срем, чији назив стоји и у имену насеља. Сремски Карловци се налазе на десној обали реке Дунав, 12 km од Новог Сада и 9 km од Петроварадина на старом путу према Београду.
Сремски Карловци су једино насеље у општини Сремски Карловци. Овде пролази железничка пруга и налазе се Железничка станица Сремски Карловци и Железничка станица Карловачки виногради.
Према попису из 2022. било је 7.872 становника (према попису из 2011. било је 8.750 становника).

## Етимологија
Сремски Карловци су познати по још неким називима на другим језицима:  , мађ. Karlóca, тур. Karlofça. Назив Сријемски Карловци су користили Срби ијекавци у ранијем времену, као и назив Биоград за Београд, али је и међу њима завладала екавска варијанта, док су ијекавску варијанту за Сремске Карловце сачували католици. За време НДХ град је преименован у Хрватски Карловци као и Сремска Митровица, која је названа Хрватска Митровица.

## Историја

### Рана историја
У доба Римског царства на месту данашњих Карловаца се налазило мало утврђење. Град се први пут помиње 1308. као тврђава под именом Каром, подигнута на римским темељима. Каром је 1521. утврђење и насеље у Мађарској краљевини, под влашћу племићких породица Батори и Моровић.

### Турска власт
Османски војсковођа Бали-бег је заузео ово место 1521, које је остало под турском влашћу наредних 170 година. Словенско име, Карловци, први пут се помиње 1532—1533, у рукописном Отачнику манастира Крушедола. За време османске власти место је било насељено Србима и малим бројем Турака. Године 1545, Карловци су имали 547 хришћанских становника (Срба). У граду су постојале 3 православне цркве и један манастир.
Под турском влашћу, Карловци су постојали до 1688, до Великог Бечког рата (1683—1699), када су Турци у повлачењу према Београду спалили и уништили ово место. Од 16. новембра 1698. до 26. фебруара 1699. у Карловцима је одржан конгрес, који је означио крај непријатељства између Османског царства и Свете лиге (коалиције Аустрије, Пољске, Млетачке републике. Са Русијом је Турска потписала посебно мир у трајању од две године. Овај договор познат је као Карловачки мир. По овом договору, Карловци су постали део хабзбуршких поседа под именом Војна крајина. На месту где је потписан мир, подигнута је 1817. године капела посвећена Светој Госпи од мира.

### Хабзбуршка власт
После 1699. године Карловци постају значајно трговачко насеље, јер се преко овог места усмеравају трговачки путеви према Турској. Близина Дунава свакако је доприносила још већем интензивирању трговине. Од 16. века Карловци су постали једно од црквених средишта српског народа. После Прве сеобе Срба 1690. Карловци постају један од кандидата за ново средиште српских архијереја. Тек после Трећег црквеног привилегованог изборног сабора, 1713. године, одлучено је да се ново средиште митрополита из манастира Крушедола премести у Карловце. Карловци су били седиште епархије.
Године 1718. Карловчани су обновили Доњу цркву коју су Турци оштетили приликом повлачења после битке код Петроварадина 1716. а која је подигнута 1710. године. Године 1726. отворила се у Карловцима прва школа, заслугом Митрополита Мојсеја Петровића. Први учитељ био је Максим Суворов, који је из Русије донео прве уџбенике. Недуго потом, 1733. године дошла је у Карловце још једна група учитеља предвођена Емануелом Козачинским, који је као професор поетике и реторике представио са својим ђацима прву драму у историји новије српске књижевности, Трагикомедију о смрти последњег српског цара Уроша V.
Године 1739. у Карловце се доселила бројна заједница од 51 немачке породице и потом настанила у подножју Магарчевог брега око Капеле мира.
Карловци су 1746. године добили нову цркву — саграђен је храм Горње Ваведењске цркве на темељима старог, по много чему судећи, манастира из 16. века. Град је у том периоду, према подацима из 1753. године, имао 3.843 становника, од чега 3.110 Срба.
Најзначајнији период у историји града започео је од ступања на положај митрополита Павла Ненадовића 1749. године. Он је оживео запуштене школе, основао посебан црквено народни фонд, из којег су се финансирали учитељи и свештеници, основао је штампарију, подигао саборну цркву посвећену Св. Николају, обнављао је фрушкогорске манастире, проширио и украсио двор и оближњу башту, поклонио много књига за тадашње школе. Колико је био значајан и незаменљив, потврдиће и стање какво је настало после његове смрти (1768), школе и фонд су се угасили и до доласка митрополита Стефана Стратимировића у Карловцима се мало од пређашњег сјаја одржало. Непосредно након смрти митрополита, Карловце су посетили будући цар Јосиф II, принц Алберт и фелдмаршал Лаудон.
Болница у Карловцима је подигнута 1770. године у Доњем крају.
Године 1776. штампан је у Карловцима први каталог митрополијске библиотеке одакле сазнајемо да је фонд располагао са 504 књиге и 104 стара рукописа.
У овом периоду Карловци су имали највише занатских радионица и трговачких радњи (1770. било је 36 дућана и 144 занатлије, око 30-40 кафана и неколико хиљада јутара под засадима винограда).
Године 1787. грађани Карловаца су били ослобођени државног кулука. Годину дана касније, у Карловцима је избио велики пожар, када је изгорела скоро читава чаршија. Карловци су брзо обновљени захваљујући митрополиту Стефану Стратимировићу, који је дао нови подстрек економском успону и новом препороду. У Карловцима су тада живели најбогатији Срби, који су сабирали у ово место огроман капитал и који се увек на прави начин каналисао и употребљавао за корист свога рода. Један од таквих пројеката био је и оснивање Карловачке гимназије. Гимназија је основана прилозима Димитрија Анастасијевића Сабова (20.000 форинти) и осталих грађана (с. 19.000). Цар Леополд II повељом од 11. октобра 1791. године, одобрио је оснивање гимназије. Бригу о раду и животу гимназије преузео је Патронат и Старатељство гимназијских фондова са митрополитом Стратимировићем на челу. Школа је отпочела са радом 1. новембра 1792. у старој згради Латинске школе, где се организовала настава до подизања нове зграде 1891. године.
Митрополит Стратимировић је 1794. године основао и богословију, као другу по старости у свету (после Кијевске). Мало касније, 1798. године, основао је и интернат Благодјејаније, у којем су становали и хранили се сиромашни богослови и гимназијалци. Вук Стефановић Караџић је у току 1805, па све до краја 1806. године, учио у Карловцима да чита српски и немачки, завршио словенску граматику и целу аритметику и катихизис. У овом периоду гимназију су похађали Сима Милутиновић Сарајлија и Димитрије Давидовић, синови Алексе и Јакова Ненадовића.
Почетком 19. века у Карловцима се отвара мало научно друштво, познатије као Карловачки круг, које је окупило многе умне личности, и које се бавило питањима језика и историје. Напредујући све више, Карловци су 1807. године добили Прву апотеку, а две године касније и Цртачку школу, коју је основао митрополит, трудећи се да настави континуитет уметничког развоја и неговања православне иконографије. До краја 1811. године завршено је и зидање зграде Магистрата. Митрополит Стратимировић, који је својом ангажованошћу обележио једну епоху у Карловцима, умро је 23. 09. 1836. године и сахрањен у Саборном храму.
Мајска скупштина одржана 13. (1.) маја 1848. године, у Карловцима. Тада је митрополит Јосиф Рајачић проглашен за архиепископа, пуковник Стеван Шупљикац за војводу, Ђорђе Стратимировић за председника Главног одбора и команданта српске војске, те закључена борба против Мађара у одбрану народних и црквених права. Српски народ је проглашен за политички слободан и независтан под аустријском круном. Области Срема, Баната са Границом и кикиндским дистриктом, Бачке са бечејским дистриктом и шајкашким батаљоном, Барање те деловима Војне крајине проглашене су за Српску Војводину.
Као главни град су одређени Карловци, касније Земун, па Велики Бечкерек, и на крају Темишвар.
И управо нападом мађарских трупа из Петроварадина предвођени генералом Храбовским 12. јуна 1848. на Карловце, отпочеле су борбе Срба са регуларном војском.
Године 1849, Српска Војводина је трансформисана у провинцију Војводство Србија и Тамишки Банат. Карловци нису укључени у ову провинцију, већ су остали у Војној крајини. Крајина је укинута 1881, откад је град у Краљевини Хрватска и Славонија, што је био аутономни део Аустроугарске.
Непосредно пред револуцију 1848. године архиепископ Јосиф Рајачић је подигао раскошну резиденцију Илион (данас градски музеј), са малим вртом и зимском баштом.
Избио је јула 1854. године велики пожар током којег је изгорело 37 кућа.
Године 1858, заузимањем патријарха, у Карловцима је отворена нова типографија, која је успешно радила до 1866. године.
У Карловцима је одржан и чувени Благовештенски сабор 1861. године, организован због одлуке Беча да, успостављајући компромис са мађарском аристократијом, утврди коначно територијални интегритет Угарске, те због тога и укине војводство, Српску Војводину и Тамишки Банат. Сабор је представио предлоге и услове под којим ће се ова област интегрисати са Угарском.
У Карловцима су се организовали Народно-црквени сабори 1864, 1865. и 1869.
Обележавајући тридесетогодишњицу од смрти Бранка Радичевића, иницијативом ученика Карловачке гимназије 22. 07. 1883. године, песникови посмртни остаци су, уз велику светковину, пренети из Беча на Стражилово.
Заслугом архиепископа Германа Анђелића и његовог наследника Георгија Бранковића са Митровачким протом Стеваном Анђелићем, подигнута је нова зграда Карловачке гимназије према пројекту мађарског архитекте Ђуле Партоша.
Друго славно карловачко училиште, Богословија је у време патријарха Георгија стасала у изузетно угледну школу, која је пружала изузетно образовање. 1900. године, подигнут је први семинар за удобан и ђацима примерен живот.
На иницијативу патријарха Бранковића, почела је да се гради нова зграда дворске резиденције 1892, према пројекту арх. Владимира Николића. Зграда је довршена до 1884. године. У двору се налази капела Св. Димитрија, са прелепим иконостасом који је насликао Урош Предић 1898. године.
Српска манастирска штампарија је отворена 1895. заслугом Илариона Руварца и Платона Телечког. Радила је врло плодно до 1941. године. У Карловцима су у овом периоду излазила два значајна листа: Српски сион од 1895. до 1907. и Бранково коло, књижевни часопис од 1895. до 1914. године.
Славну композицију Сеоба Срба Георгије Бранковић је наручио од Паје Јовановића 1895. за Миленијумску изложбу у Будимпешти. Јануара 1904. године, у Карловцима је основано Соколско друштво.
За време новог архиепископа Лукијана Богдановића, Саборни храм је добио садашњи изглед 1909/10. преправком њене фасаде, а зидови изнад певница и столова украшени су монументалним композицијама Паје Јовановића.
Драгоцени часопис за унапређење историографије Архив за историју Српске митрополије карловачке, излазио је у Карловцима од 1911. до 1914. године.

### После 1918. године
Уједињење српских православних епархија организовано је на Првој конференцији православних епископа 31. децембра 1918. у Карловцима. Тада је проглашено уједињење цркава и успостављена Српска патријаршија. Свечано проглашење СПЦ одржано је у патријаршијском двору у Карловцима Београд је постао црквено седиште од 30. октобра 1920, док је резиденција привремено остала у Карловцима до 1936. године.
Одмах после Првог светског рата, у Карловцима се населила значајна колонија руских избеглица.
Од 1918. Карловци су постали део Краљевине СХС. Овде су се 1920. доселили официри генерала беле руске армије Пјотра Николајевича Врангела. Ту је стигао и Свети синод Руске православне цркве у избеглиштву, тако је створена Руска загранична црква и формиран привремени штаб руске императорске војске у избеглиштву.
У освит Другог светског рата, у Карловцима је живело више од 6.000 становника. Број становника је опадао у претходном периоду. Соколски дом др. Лазе Поповића освећен је у јуну 1940.
У периоду 1929—1941, Карловци су се налазили у Дунавској бановини, провинцији Краљевине Југославије. За време Другог светског рата Карловце су окупирале трупе сила Осовине и прикључили град марионетској држави НДХ, у које време је преименован у Хрватски Карловци. За злочинства, пљачкање свега онога што је српско и православно у Сремским Карловцима, седишту Српске патријаршије, сносе главну одговорност месни жупник Иван Таловац и његов капелан Иван Марковић. Сарадник им је био и катихета Милан Вранчић. После рата, место је постало део Војводина, покрајине у Србији, унутар ФНР Југославије.
Карловци су ослобођени 23. октобра 1944. када је једна чета Другог батаљона Седме војвођанске бригаде свечано умарширала у град.
Данас су Карловци захваљујући својој славној прошлости остали важан културни и духовни центар српског народа.
Од 1980—1989, Сремски Карловци су били једна од 7 општина града Нови Сад. Данас су Сремски Карловци самостална општина. Овде се налази ОШ „23. октобар” Сремски Карловци.

## Знаменитости
Сремски Карловци су сачували известан број важних грађевина из 18. века. Истичу се градско језгро Сремских Карловаца и следеће грађевине:
- Саборна црква Светог Николе изграђена је 1758. у стилу типичне барокне архитектуре; њен иконостас је насликао Теодор Крачун, а после његове смрти довршио га је Јаков Орфелин.[8]
- Црква увођења у храм пресвете Богородице, православни храм из 1746, садржи барокни иконостас који је сликао Димитрије Бачевић, један од најпознатијих сликара из Сремских Карловаца.
- Зграда Патријаршије (1892—1894) настала је по нацртима архитекте Владимира Николића; њен стил је мешавина барокне и неоренесансне архитектуре.
- Капела мира
- Римокатоличка црква Светог Тројства, се први пут спомиње у плановима изградње 1735. а изграђена је 1768. године.
- Карловачка гимназија, изграђена крајем 18. века и поседује богату библиотеку са око 18.000 књига. Ово је најстарија школска библиотека у Србији.
- Православна богословија у Сремским Карловцима је почела са радом 1. фебруара 1794, а основао ју је митрополит Стеван Стратимировић.
- Фонтана четири лава, из 1799. саграђена да би обележила изградњу првог система канализације у граду.
- Градска кућа, грађена 1808—1811, у стилу неокласичне архитектуре.
- Палата Илион, подигнута у периоду од 1836. до 1848. као боравиште митрополита Јосифа Рајачића. Данас је у палати смештена Завичајна збирка Сремски Карловци.
- Карловачки Стефанеум, из 1903. Ту се данас налази Институт српског народа и дијаспоре. То је најважнија међу архитектонским здањима с почетка 20. века су такође пројектована у стилу неокласике.
- Дворска башта налази се у самом насељу, 500 m од центра Сремских Карловаца. Некада је представљала једну од најстаријих ботаничких башта у земљи. Простире се на два нивоа. У горњем делу су спортско-рекреативни садржаји, а у доњем су шеталишта.
- Стражилово је најпознатије излетиште у оквиру Националног парка Фрушка гора, удаљено 4 km од Сремских Карловаца. Захваљујући слави и значају Бранка Радичевића, чувено је ђачко стециште и место јединственог песничког ходочашћа.

- Споменик песнику Душку Трифуновићу на Видиковцу који носи његово име
- Капела Светог Јакоба Апостола
- Једна од неколико породичних винарија из Карловаца
- Музеј подунавских Шваба
- Музеј пчеларства
- Еколошки центар Радуловачки
- Стара апотека на тргу Бранка Радичевића
- Зграда Магистрата, данас Градска кућа
- Дворска башта
- Споменик природе Платан у Сремским Карловцима

### Карловачке чесме
- Чесма Четири лава, изграђена 1799. године, као барокна фонтана на главном градском тргу. Настала је као круна завршетка првог градског водовода. Због свог препознатљивог изгледа представља симбол места. Постоји веровање у Карловцима да онај ко пије воде са ове чесме остаје заувек везан за Сремске Карловце.
- Варадинска чесма се налази на улазу у Сремске Карловце из правца Петроварадина. Ова чесма се помиње још у турско доба. Некада је имала у зиду икону Светог Илије и архиђакона Стевана.
- Чесма Светог Андрије се налази се у Доњем крају, у улици Митрополита Стратимировића, код куће породице Поповић-Смотра. Подигнута је напорима градских власти. Ово је једина карловачка чесма која је увек имала воду исправну за пиће.
- Чесма Патријарховац се налази у дворишту палате Илион. Подигнута је 1884. године и посвећена Богојављењу.

- Чесма Четири лава
- Чесма Светог Андрије
- Чесма Патријарховац

## Демографија
Ово насеље је углавном насељено Србима (према попису из 2022. године).
|             | \| Демографија[9] \| Демографија[9] \| Демографија[9] \| \| Година \| Становника \| Становника \| \| -------------- \| -------------- \| -------------- \| \| 1948. \| 5.350 \| \| \| 1953. \| 5.618 \| \| \| 1961. \| 6.390 \| \| \| 1971. \| 7.040 \| \| \| 1981. \| 7.547 \| \| \| 1991. \| 7.534 \| 7.403 \| \| 2002. \| 8.839 \| 9.060 \| \| 2011. \| 8.750 \| \| \| 2022. \| 7.872 \| \| |            |
| Демографија | |            |
| Година      | Становника | Становника |
| 1948.       | 5.350 |            |
| 1953.       | 5.618 |            |
| 1961.       | 6.390 |            |
| 1971.       | 7.040 |            |
| 1981.       | 7.547 |            |
| 1991.       | 7.534 | 7.403      |
| 2002.       | 8.839 | 9.060      |
| 2011.       | 8.750 |            |
| 2022.       | 7.872 |            |

| Етнички састав према попису из 2022.‍ | Етнички састав према попису из 2022.‍ | Етнички састав према попису из 2022.‍ | Етнички састав према попису из 2022.‍ | Етнички састав према попису из 2022.‍ |
| ------------------------------------ | ------------------------------------ | ------------------------------------ | ------------------------------------ | ------------------------------------ |
|                                      |                                      |                                      |                                      |                                      |
| Срби                                 | Срби                                 |                                      | 6.245                                | 79,33%                               |
| Хрвати                               | Хрвати                               |                                      | 337                                  | 4,28%                                |
| Мађари                               | Мађари                               |                                      | 146                                  | 1,85%                                |
| Југословени                          | Југословени                          |                                      | 65                                   | 0,82%                                |
| Немци                                | Немци                                |                                      | 60                                   | 0,76%                                |
| Руси                                 | Руси                                 |                                      | 33                                   | 0,42%                                |
| Словаци                              | Словаци                              |                                      | 33                                   | 0,42%                                |
| Македонци                            | Македонци                            |                                      | 20                                   | 0,25%                                |
| Црногорци                            | Црногорци                            |                                      | 20                                   | 0,25%                                |
| Роми                                 | Роми                                 |                                      | 18                                   | 0,22%                                |
| Словенци                             | Словенци                             |                                      | 16                                   | 0,20%                                |
| Украјинци                            | Украјинци                            |                                      | 15                                   | 0,19%                                |
| Русини                               | Русини                               |                                      | 10                                   | 0,12%                                |
| Румуни                               | Румуни                               |                                      | 7                                    | 0,08%                                |
| Бугари                               | Бугари                               |                                      | 4                                    | 0,05%                                |
| Албанци                              | Албанци                              |                                      | 3                                    | 0,03%                                |
| Буњевци                              | Буњевци                              |                                      | 3                                    | 0,03%                                |
| Муслимани                            | Муслимани                            |                                      | 2                                    | 0,04%                                |
| Горанци                              | Горанци                              |                                      | 1                                    | 0,01%                                |
| Остали                               | Остали                               |                                      | 25                                   | 0,31%                                |
| Регионална припадност                | Регионална припадност                |                                      | 70                                   | 0,89%                                |
| Неизјашњени                          | Неизјашњени                          |                                      | 289                                  | 3,67%                                |
| Непознато                            | Непознато                            |                                      | 450                                  | 5,71%                                |
| укупно: 7.872                        |                                      |                                      |                                      |                                      |

## Познате личности
- Арсеније III Црнојевић 1690—1706
- Исаија Ђаковић 1707—1708
- Софроније Подгоричанин 1710—1711
- Викентије Поповић 1713—1725
- Мојсије Петровић 1725—1730
- Вићентије Јовановић 1731—1737
- Арсеније IV Јовановић Шакабента 1737—1748
- Исаија Антоновић 1748—1749
- Павле Ненадовић 1749—1768
- Јован Ђорђевић 1769—1773
- Вићентије Јовановић Видак 1774—1780
- Мојсије Путник 1781—1790
- Стефан Стратимировић 1790—1836
- Стефан Станковић 1837—1841
- Јосиф Рајачић 1842—1861, од 1848. патријарх
- Самуило Маширевић 1864—1870
- Прокопије Ивачковић 1874—1879
- Герман Анђелић 1881—1888
- Георгије Бранковић 1890—1907
- Лукијан Богдановић 1908—1913

| Друге личности: - Урош Кнежевић — српски сликар - Лукијан Мушицки — српски лингвиста, филозоф, писац - Партеније Павловић — књижевник - Илија Округић — католички свештеник и књижевник. - Максим Суворов — учитељ - Димитрије Анастасијевић Сабов — угледни српски трговац - војвода Стефан Шупљикац — војвода српски - Ђорђе Стратимировић — српски војсковођа - Бранко Радичевић — српски песник - Иларион Руварац — српски историчар, ректор Карловачке богословије, академик - Јован Живановић, филолог, професор на Карловачкој гимназији и Богословији - Лаза Поповић, лекар, друштвени радник и писац - Весна Шарановић Светек, археолог и научни саветник |

## Галерија
- Карловачка гимназија
- Магистрат — Сремски Карловци
- Центар града
- Платан, споменик природе под заштитом државе
- Патријаршија
- Православна црква Светог Николе
- Градски трг
- Градски трг (из другог угла)
- Кафићи на главном градском тргу
- Чесма четири лава
- Биста барона Врангела у Сремским Карловцима
- Градска скупштина
- Дворска башта
- Стражилово
- Капела Мира
- Горња црква
- Споменик посвећеним борцима Другог светског рата
- Видиковац
- Поглед са Видиковца
- Доња Црква
- Видиковац
- Видиковац
- Панорама града
- Сремски Карловци
- Патријаршијски двор
- Фонтана Четири лава
- Црква Благе Марије Банстол
- Католичка црква Пресветог Тројства
- Врата Католичке цркве